# 全国紙
全国紙（ぜんこくし）とは全国向けにニュースを報じる新聞である。このうち、首都に本社が置かれる新聞は中央紙ともいわれる。対義語は地方紙（広義的にはブロック紙も含む）。日本の全国紙は主に5紙であるとされるため、日本では全国紙を称して、五大紙とも呼ばれる。大手紙（おおてし）とも。
紙だけで発行していた時代には流通に多額の費用が必要なため数が限られていたが、インターネットにより低コストでの配信が可能なったため、地方紙でも全国紙や国際紙に転換が可能となっている。

## 日本

### 概要
日本では、読売新聞・朝日新聞・毎日新聞の三大紙に、日本経済新聞・産経新聞を加えた5紙（五大紙）が全国紙と称される。五大紙で日本の新聞の全発行部数の半分以上を占める。特に読売新聞は世界最大の発行部数を誇る。それぞれテレビ局のキー局や準キー局と密接な資本関係若しくは提携関係を持ち（クロスオーナーシップ）、日本経済新聞以外はスポーツ新聞をグループ会社あるいは本体より発行している。
三大紙は基本的に全国の5大都市（札幌市、東京都千代田区・または中央区、名古屋市、大阪市、福岡市・または北九州市）に地域発行本社・支社（名称は社によって異なる）を持ち、各本・支社毎に編集しているため、同じ題号の新聞でも各本社によって連載などの記事や特集等が異なる（「朝日新聞大阪本社」も参照）。また、「全国紙」といっても全国津々浦々で販売部数上位を独占しているわけではない。関東地方や関西地方、山口県を除く地域ではブロック紙や地方紙（県紙）が高いシェアを持つ場合も多い。2020年の読売新聞社の調査では、10都府県（茨城県・埼玉県・千葉県・東京都・神奈川県・滋賀県・大阪府・奈良県・和歌山県・山口県）を除く37道府県で地方新聞がシェア1位を占めた（奈良県以外の9都府県で読売新聞がシェア1位）。県内シェア2位以下では読売新聞を中心に全国紙も多数上位に食い込んでいる。さらに、関東地方や関西地方でも下野新聞（栃木県）、上毛新聞（群馬県）、神戸新聞（兵庫県）、京都新聞（京都府）などは地元で高いシェアを持つ。また、南西諸島（鹿児島県の奄美群島および沖縄県）では全国紙はほとんど購読・販売されておらず、鹿児島県の奄美群島では南海日日新聞が、沖縄県内では県紙の沖縄タイムスと琉球新報が圧倒的なシェアを持っている。これは地理的要因によるもので、全国紙の印刷工場がない沖縄県内へ県外から朝刊を空輸すると配送が朝のうちには不可能なためである。ただし、日本経済新聞は全国的な地方紙との提携の一環で（日本経済新聞社#印刷工場の項を参照）、2008年11月より琉球新報へ委託して現地印刷を開始するようになった。
産経新聞社は過去の歴史的な経緯上、発行拠点が大阪・東京の2本社と西部本部（旧九州・山口本部）の3拠点体制であるため、大阪府を主とした近畿地方と東京都を主とした関東地方を主な販売領域としている。実販売数は五大紙の他社に比べて少ない実情があり、ブロック紙最大の販売部数をもつ中日新聞（東京新聞等を含む）よりも少ない（中日新聞の発行部数は毎日新聞、日経新聞よりも多い）。また、東京本社版は2002年から夕刊を廃止した。なお、産経新聞社のホームページでは「『モノをいう新聞』を標榜し続ける全国紙」として発行紙に言及している。なお、中日新聞が産経新聞の部数を上回ったこと、中日新聞と東京新聞などが紙銘が異なるだけで経営が一体であること、産経新聞が関西・関東だけで全国的な広がりを欠く（九州7県では「しんぶん赤旗」日刊紙より少ない）ことから、近年、中日・東京を加えて六大紙ということがある。
新聞自体の発行主体ではないが、地方紙を主体とした加盟報道機関により組織される共同通信社はニュースを全国の加盟報道機関に配信することから、ここで述べる全国紙と同等のメディアと扱われる。また、配信された各新聞の購読部数合計では読売新聞を上回る。

#### 戦時中の全国紙
戦時中の1945年には地方紙に全国紙の題号を併記して発行されたこともある。第二次世界大戦下での米軍による空襲の激化による航空輸送の悪化のため地方向けの全国紙の発行を断念、地方紙に全国紙3紙の題号を一緒に掲載する「持ち分合同」が行われた。

#### 地方部の全国紙
1980年代前半ごろまでは地方への紙面電送中継の技術が確立されていなかったこともあり、特に朝刊では、夕方か夜の早い時間に締め切った内容を、空輸・船便・鉄道輸送を使って翌朝の配達に間に合わせていたため、夕刊発行時とほぼ同時刻の紙面が掲載され、情報格差が顕著だったが、デジタル電話回線や通信衛星を利用した新聞電送技術の向上、また全国民放4波化で開局した平成新局に出資する代わりに、地方紙(県紙)への印刷委託が積極的になり、発行本社所在都道府県とほぼ同じ深夜帯まで締切を伸ばして、ほぼリアルタイムでの情報伝達が可能となっている。このような経緯から最終版の1つ前の版(読売・朝日の朝刊だと13版)の配達エリアは広がったが、近年の急激な部数減による経費削減により、定時の締切を守り、最終版(同14版)のエリアを東京本社だと23区だけに縮小する動きがある。
以前より地方部では全国紙の夕刊は発行されていなかったが、近年の急激な部数減少によって全国紙が今まで夕刊を発行していた地域で夕刊発行を終了するケースが増えている。
夕刊のみならず朝刊においても部数減少で配送体制の維持が困難になったことで配送を終了する地域もみられるようになった。毎日新聞および産経新聞は2024年9月末をもって富山県内の配送を休止し、全国紙で初めて朝刊配送を休止した。毎日新聞は富山県に続いて2025年3月末をもって島根県西部石見地方4市5町ならびに北海道の釧路市や帯広市、北見市など道東・道北の93市町村での新聞配送を終了する予定である。

### 全国紙・テレビ・スポーツ紙資本関係一覧
| 新聞         | 主資本放送局（在京キー局）                         | 主資本放送局（在京キー局）   | 主資本スポーツ新聞 | 備考                                 |
| 新聞         | テレビ局（ニュース系列）                           | ラジオ局                     | 主資本スポーツ新聞 | 備考                                 |
| ------------ | -------------------------------------------------- | ---------------------------- | ------------------ | ------------------------------------ |
| 読売新聞     | 日本テレビ放送網（日本ニュースネットワーク）       | （アール・エフ・ラジオ日本） | スポーツ報知       | [ 注 3 ] [ 注 4 ] [ 注 5 ]           |
| 朝日新聞     | テレビ朝日（オールニッポン・ニュースネットワーク） | なし                         | 日刊スポーツ       | [ 注 3 ] [ 注 6 ] [ 注 7 ] [ 注 8 ]  |
| 毎日新聞     | TBSテレビ（ジャパン・ニュース・ネットワーク）      | （TBSラジオ）                | スポーツニッポン   | [ 注 9 ] [ 注 3 ] [ 注 4 ] [ 注 10 ] |
| 日本経済新聞 | テレビ東京（TXNネットワーク）                      | 日経ラジオ社                 | なし               | [ 注 6 ] [ 注 11 ]                   |
| 産経新聞     | フジテレビジョン（フジニュースネットワーク）       | ニッポン放送 （文化放送）    | サンケイスポーツ   | [ 注 7 ] [ 注 12 ] [ 注 13 ]         |

## 各国の全国紙

### アメリカ合衆国
日本で言うところの「全国紙」とは概念が少し違い（99パーセントが地方紙）、記事が全米規模で配信され"National newspaper"（全国的な新聞）とおおよそ呼ばれているのはUSAトゥデイ、ウォール・ストリート・ジャーナル、ニューヨーク・タイムズ、ワシントン・ポスト、クリスチャン・サイエンス・モニター（ボストン所在）、ロサンゼルス・タイムズなどである。このうち、特定地方・都市に偏らず全米の読者を対象としているのはUSAトゥデイと経済紙のウォール・ストリート・ジャーナルのみ。ワシントン・ポストはワシントンの話題に焦点を絞っていたが、ジェフ・ベゾスによる買収以降は全国をターゲットにする方針に転換した。

### カナダ
カナダではこれまでグローブ・アンド・メール紙が一般紙では唯一の全国紙であったが1998年にナショナル・ポスト紙が創刊され、この2紙が現在全国紙とされる。

### イギリス
ブロード・シートと呼ばれているのが、日本で言うところの全国紙である。インデペンデント、タイムズ、ガーディアン（オブザーバー）、デイリー・テレグラフ、フィナンシャル・タイムズ、エコノミスト、デイリー・ミラー、デイリー・メール、ザ・サンの9紙が全国紙である。

### ドイツ
ビルト、ディ・ヴェルト、フランクフルター・アルゲマイネ・ツァイトゥング、ディー・ツァイト、南ドイツ新聞と経済紙であるフィナンシャル・タイムズが全国紙である。

### イタリア
フィアット社系のコリエレ・デラ・セラ、民主党系新聞であるルニータ、経済紙のSole-24 Oreが事実上の全国紙である。

### フランス
ル・モンド、ル・フィガロ、リベラシオン、フランス・ソワールと経済紙のレゼコーが全国紙である。

### オーストラリア
オーストラリアンと経済紙であるオーストラリアン・ファイナンシャル・レビューが日刊の全国紙である。

### 南アフリカ
ザ・インディペンデント、ザ・メール&ガーディアンと経済紙であるビジネス・デイ、フィナンシャル・メールが日刊の全国紙である。

### ブラジル
アメリカ合衆国と似通ったかたちで、影響力が全国に及ぶ新聞紙が全国紙にあたる。フォーリャ・デ・サンパウロ、オ・グローボ、オ・エスタード・デ・サンパウロと経済紙のヴァロー・エコノミコ。

### 韓国
朝鮮日報、中央日報、東亜日報、ハンギョレ、京郷新聞、韓国日報、国民日報、ソウル新聞が事実上の全国紙である。また、そのうち朝鮮日報、中央日報、東亜日報の三紙をとくに（韓国）三大紙とすることもある。

### 中国の全国紙
- 人民日報
- 光明日報（中国語版）
- 参考消息
- 環球時報
- 解放日報（中国語版）
- 文匯報
- 新民晩報（中国語版）
- 工人日報（中国語版）
- 中国青年報
- 中国婦女報
- 中国教育報
- 中国少年報
- 中国児童報
- 文匯読書周報
- 中華読書報
- 経済日報
- 経済参考報
- 経済観察報
- 中国証券報
- 中国経営報
- 21世紀経済報道
- 21世紀環球報道
- 南方周末
- 南方体育
- 西部時報
- 電脳報
- 中国日報